# Frisquette

Atelier d'imprimerie de Jost Amman. Le volet de gauche est la frisquette.

La frisquette est un cache destiné à protéger une feuille de papier des maculages d'encre ou de couleurs. 

## Étymologie
L'étymologie du mot est inconnue. Il apparaît en France vers 1523. On peut évoquer, sans certitude, le mot occitan flisquet, qui désigne un loquet ou un cliquet, pièce métallique mobile sur un axe placé à son extrémité. Le terme évoque le claquement produit lorsqu'on rabat cette pièce. On a aussi évoqué l’adjectif, en ancien français, frisquet/ette, signifiant « frais, pimpant, vif, enjoué, coquet », dans la mesure où la frisquette sert à maintenir propre la feuille à imprimer.

## Imprimerie
Dans une presse typographique  traditionnelle (presse à bras), la frisquette, appelée aussi « petit tympan », est un cadre mobile qui se rabat sur le tympan, qui se rabat lui-même sur la forme imprimante. La feuille de papier à imprimer est placée sur le tympan, la frisquette est garnie d'un papier huilé, découpé aux endroits qui recevront l'impression : son rôle est, tout en maintenant la feuille, de protéger les parties non imprimées (marges) des maculages de l'encre qui risque de déborder au moment de l'encrage. La frisquette doit être découpée spécialement pour chaque forme imprimante. L'ensemble tympan-frisquette apparaît sur les presses vers 1572, selon Marius Audin.
La frisquette étant une partie mobile et amovible, beaucoup de presses anciennes conservées aujourd'hui ont perdu leur frisquette.
Pour les fabricants de cartes à jouer, la frisquette était un châssis découpé selon les figures et les couleurs des cartes, qui servait de pochoir pour appliquer les couleurs à la brosse sur les cartes. On utilisait donc autant de frisquettes que de couleurs différentes.

## Graphisme et illustration
Dans les arts graphiques, illustration, aquarelle, pochoir, mais principalement l'aérographe, la frisquette est un papier ou un support spécial en acétate, ou autre matière plastique, ou film adhésif, destiné à protéger les parties qui doivent être préservées de l'application ou de la projection de la matière colorante. On découpe la frisquette selon le tracé voulu au moyen de divers outils de coupe. Pour l'aérographe, on peut utiliser de nombreuses frisquettes successives, le film utilisé est légèrement adhésif afin de pouvoir être enlevé facilement sans arrachage et sans laisser de traces.
Dans ce cas, l'usage du terme anglais frisket tend à se généraliser, bien qu'il vienne directement du français.
On utilise aussi de la frisquette liquide (liquid frisket), ou gomme de réserve : il s'agit d'un latex liquide qu'on applique au pinceau sur les parties devant rester vierges. Quand celui-ci est sec, on passe la couleur par-dessus, puis, quand la couleur elle-même est sèche, il suffit de frotter pour enlever la frisquette et obtenir ainsi des réserves très nettes. La frisquette liquide s'avère plus pratique que les films lorsque les réserves ont des tracés complexes, linéaires ou multiples (par exemple, représenter des flocons de neige).